# Museo de Arte de Dallas
El Museo de Artes de Dallas (en inglés: Dallas Museum of Art) es un museo de arte situado en el distrito de Artes de Dallas, en la calle Harwood, bordeado por la autopista Woodall Rodgers, en Dallas, Texas, Estados Unidos.
En el museo se exponen más de 24,000 piezas, que van desde el tercer milenio antes de Cristo hasta el presente siglo XXI. El museo destaca también por el dinamismo en cuanto a sus políticas de exhibición de las colecciones y sus programas educativos. Su biblioteca, “The Mildred and Mayer Library”, contiene más de 50,000 volúmenes para empleados de otros museos y para el público en general.
En 1984 el museo fue reubicado en el Distrito de Artes de Dallas, desde Fair Park. El nuevo edificio fue diseñado por Edward Larrabee Barnes, quien fue premiado por el Instituto Estadounidense con la Medalla de Oro de Arquitectura.

## Historia

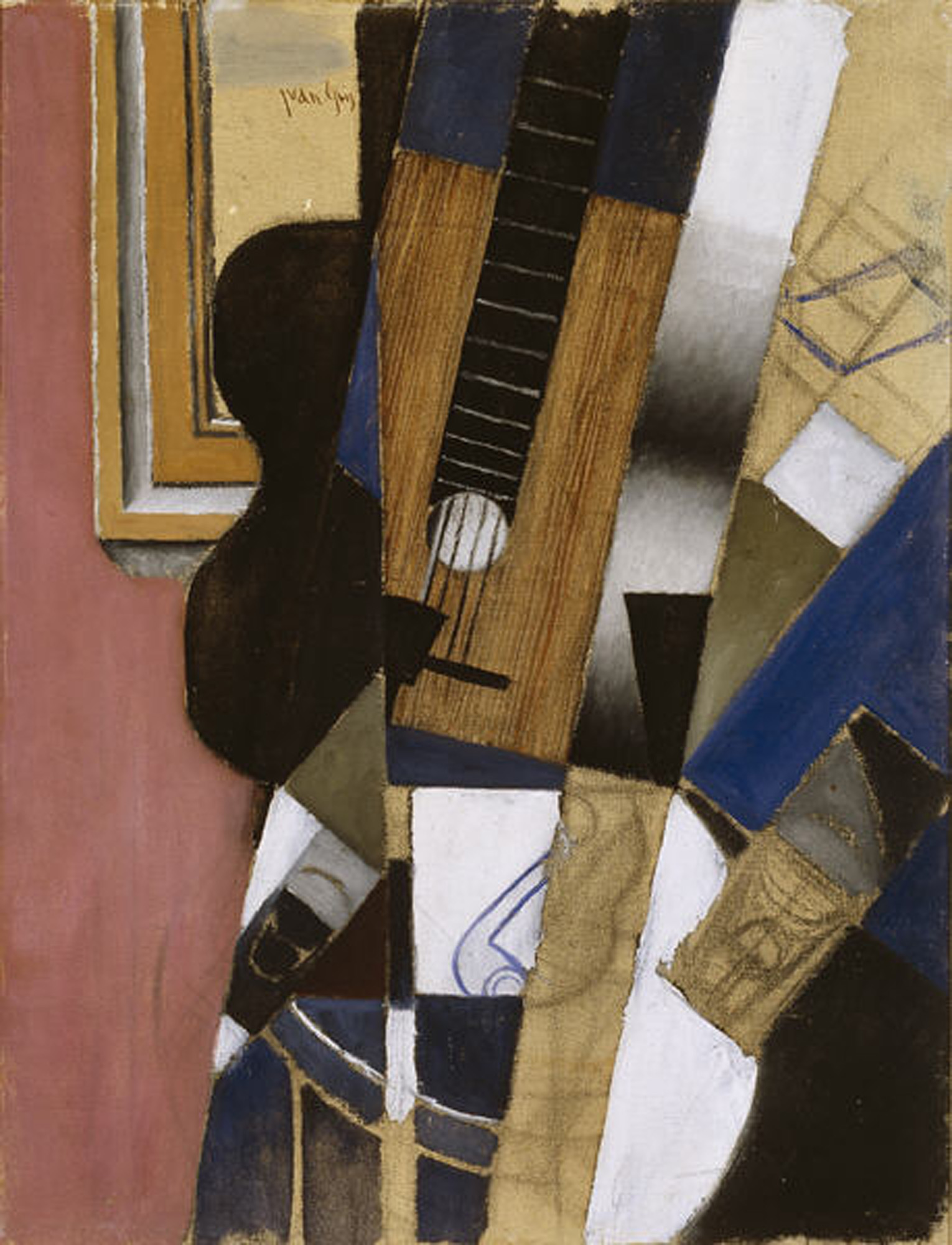
Guitarra y Pipa por Juan Gris (1913)

La historia del Museo de Arte de Dallas comenzó con el nacimiento de la "Asociación de Arte de Dallas", la cual exhibía pinturas en la Biblioteca Pública de Dallas. Frank Reaugh, artista Tejano, vio en la nueva biblioteca la oportunidad de exhibir obras de arte. y esta idea fue apoyada por May Dickson Exall, la primera presidenta de la biblioteca. Su intención desde el principio fue: «ofrecer interés y educación artística a través de exhibiciones y presentaciones, formar una colección permanente, patrocinar el trabajo de artistas locales, solicitar apoyo para cada una de las artes, y para acoger a todos aquellos que apoyan la colección de arte».
Las colecciones del Museo comenzaron a crecer desde ese mismo momento y pronto hubo la necesidad de encontrarle una sede permanente. El Museo fue denominado Museo de Bellas Artes de Dallas en 1932, y fue relocalizado a un nuevo edificio art deco en Fair Park para la Exposición del Centenario Tejano en 1936. Este nuevo edificio fue diseñado por un grupo de arquitectos de Dallas los cuales fueron asesorados por Paul Cret de Philadelphia.
En 1943 Jerry Bywaters fue nombrado director, y se mantuvo en el cargo durante veintiún años. Bywaters, artista, crítico de arte, y profesor, le dio un sentido de identidad y comunidad al museo. Pinturas abstractas, obras impresionistas y piezas maestras fueron adquiridas, y la identidad del Museo en Texas fue potenciada. Esta identidad esta hoy representada por obras de Alexandre Hogue, Olin Herman Travis, Bywaters y otros.
En 1963 El Museo de Bellas Artes de Dallas se unió al Museo de Arte Contemporáneo de Dallas. cuyo director fue, durante cuatro años, Douglas MacAgy. En 1964 Merrill C. Rueppel fue nombrado director del nuevo museo. Las colecciones permanentes de los dos museos fueron alojadas en el Museo de Bellas Artes de Dallas, incluyendo obras muy significativas como las de Paul Gauguin, Odilon Redon, Henri Matisse, Piet Mondrian, Gerald Murphy, y Francis Bacon. En 1965 el museo ofreció una exhibición llamada ‘’El Arte de Piet Mondrian’’ y otra llamada ‘’Escultura: Siglo Veinte’’.
A finales de los años ‘70, se vio la necesidad de encontrar otra localización para el museo, debido al crecimiento de la colección permanente y a la magnitud de su plan de exhibiciones. Bajo la dirección de Harry Parker, el museo pudo ser trasladado una vez más y se encuentra actualmente en la parte norte del distrito comercial (ahora llamado el Distrito de Artes de Dallas). El complejo de 54 millones de dólares fue diseñado por el arquitecto neoyorquino, Edward Larrabee Barnes, y en 1979 fue financiado por una subvención del Ayuntamiento y donaciones privadas. El proyecto fue bautizado con el lema “Una Gran Ciudad Merece Un Gran Museo”, y así el nuevo edificio abrió sus puertas en enero del 1984.

## Colecciones
Las colecciones del museo incluyen más de 24,000 obras de arte de alrededor del mundo extendiéndose desde tiempos antiguos a tiempos modernos.
- La colección de arte mediterráneo de tiempos antiguos incluye cycládicos, egipcios, griegos, romanos, etruscos y objetos apulianos. Entre las obras que resaltan, podemos mencionar una pintura egipcia pintada en piedra caliza, titulada Relevo a la procesión de portadores de ofrendas de la Tumba de Ny-Ank-Nesut de 2575-2134 a. C. La colección griega incluye en mármol, Figura de hombre de relevo funeral, c. 300 a. C., también esculturas de bronce, objetos decorativos, y prendas de oro. El arte de la Antigua Roma está representado por la Figura de mujer del siglo II y un sarcófago tallado en relieve con una escena de batalla, c. 190.

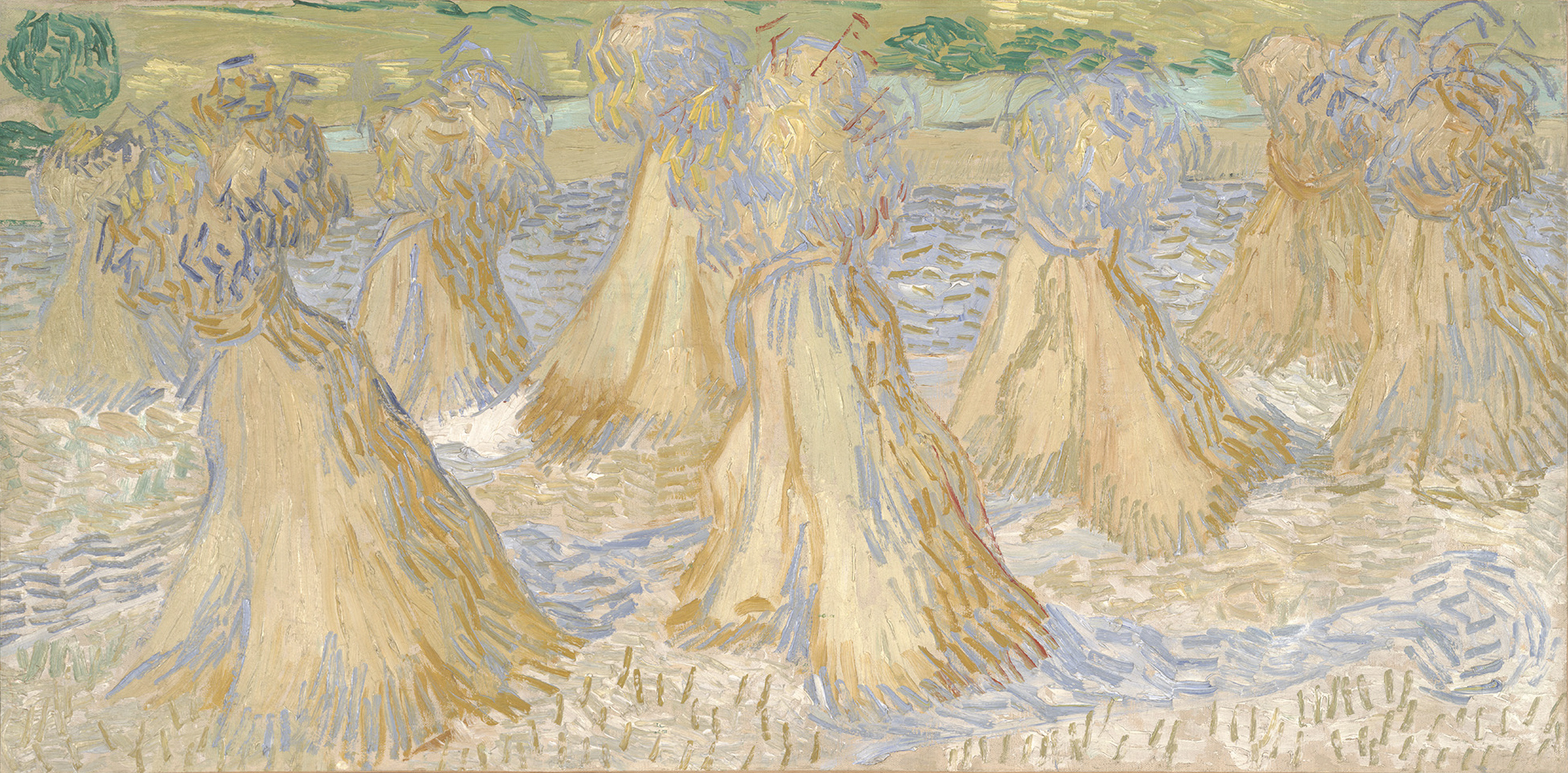
Sheaves of Wheat, por Vicente Van Gogh (1890), Museo del Arte de Dallas

- Sheaves of Wheat, por Vicente Van Gogh (1890), Museo del Arte de DallasLa colección de Arte Surasiático atraviesa desde arte Gandharan Budista de los siglos II y IV hasta arte del Imperio Mughal en India en los siglos XV y XIX. Acentuando la representación del Dios Vishnu, en bronce del siglo doce; el verraco, Varaha. También obras del Tíbet, Nepal y Tailandia son representadas.

- La colección de arte Europeo del Museo de Arte Dallas comienza en el siglo XVI. Se incluyen pinturas por Giulio Cesare Procaccini (Ecce Homo, 1615-18), Pietro Paolini (Concierto báquico, 1630), y Nicolas Mignard (El Pastor Fastulus trayendo a Romulus y a Remus a su esposa, 1654), así como artistas del siglo XVIII como Canaletto (Vista desde Fondamenta Nuova, 1772), Jean-Baptiste Marie Pierre (El rapto de Europa, 1750), y Claude-Joseph Vernet (Paisaje Montanoso con cercana tormenta, 1775). El préstamo de la colección de Michael L. Rosenberg trajo profundidad a la colección Francesa del siglo XVIII. Las obras francesas del siglo XIX y XX también se destacan. Entre las más significativas de esta colección están Zorro en la nieve, por Gustave Courbet (1860), El Sena en Lavacourt por Claude Monet, (1880), I Raro te Oviri por Paul Gauguin (1891), El Comienzo del mundo por Constantin Brancusi (1920), Interior, (1902), y Les Marroniers ou le Vitrail (1894) por Edouard Vuillard. La colección de obras de Piet Mondrian también es particularmente notable: obras como El Molino (1908), Autorretrato (1942), y La Plaza de la Concordia (1938-43).

- Colección Wendy y Emery Reves. Un obsequio de Wendy Reves en honor a su fallecido esposo, Emery Reves. La colección Reves está ubicada en una elaborada reproducción de su villa y hogar en Francia, Villa La Pausa, donde las obras fueron expuestas originalmente. Esta villa fue originalmente creada por Coco Chanel en 1927, y varios de los muebles permanecen en su contenido. Entre las 1,400 pinturas, esculturas, y obras en papel que Emery Reves tenía recolectadas, hay obras de impresionistas de gran magnitud, y modernistas, incluyendo a Paul Cezanne, Honore Daumier, Edgar Degas, Paul Gauguin, Edouard Manet, Claude Monet, Camille Pissarro, Auguste Renoir, Henri de Toulouse-Lautrec, y Vincent Van Gogh. Otra parte de la ala Reves está dedicada al arte decorativo e incluye porcelanas exportadas de China; muebles europeos, alfombras orientales y europeas; trabajos en hierro, bronce y plata; antigüedades europeas en vidrio; y libros raros. Las pinturas de la colección Reves también se destacan por sus bellos marcos. También ubicada en esta ala están los recuerdos de la Amistad entre el destacado Winston Churchill y los Reves.

- Objetos extremadamente estimados por el Museo de Arte de Dallas forman parte de la colección Africana. Vienen del Oeste y del Centro de África. Los objetos han sido designados desde los siglos XVI a los XX. Aunque el más antiguo es un busto “nok” en terracota de Nigeria de los 200 a. C. a 200. Algunas obras de la colección fueron creadas como símbolos de estatus y autoridad, mientras otros expresan conceptos relacionados con ciclos de la vida. Una muy interesante parte de la colección incluye una placa Benín en mezcla de cobre sobre madera representando a un jefe guerrero, un tallado Senufo rítmico en madera del sureste de Malí tachado con clavos de hierro o navajas.

- El Museo de Arte de Dallas tiene piezas antiguas de Arte Americano. La colección cubre más de tres milenios que incluyen esculturas, imprentas, terracotas y objetos en oro de Panamá, Colombia y Perú, también la Cabeza del Dios Tláloc (México, siglo XIV-XVI).

- La colección de Arte Norteamericano incluye pinturas, esculturas y obras en papel de los Estados Unidos, México, y Canadá desde el tiempo Colonial hasta la Segunda Guerra Mundial. Entre los más significativos en la colección están ‘’Isla de los Patos’’ (1906), por Childe Hassam, ‘’Faro en la Loma’’ (1927) por Edward Hopper, ‘’Ese Caballero’’ (1960), por Andrew Wyeth, ‘’Troncos de árboles desnudos cubiertos en nieve’’, (1946) por Georgia O’Keefe y ‘’Navaja y Reloj’’ por Gerald Murphy (1924, 1925). Una de las piezas más bellas de la colección es ‘’Los Témpanos de Hielo’’ (1861) por Frederic Edwin Church, considerada una obra maestra. La pintura fue obsequiada al museo en 1979 por Norma y Lamar Hunt. Entre las colecciones también tiene una de las colecciones más exhaustivas de arte tejano. Una gran parte, gracias a Jerry Bywaters, director del museo desde 1943 a 1964, quien formaba parte de los Nueve de Dallas, un grupo de artistas tejanos muy influyentes. Además de las pinturas de Bywaters, el Museo de Arte de Dallas tiene grandes obras de artistas como Robert Jenkins Onderdonk, Julian Onderdonk, Alexandre Hogue, David Bates, Dorothy Austin, Michael Owen, y Olin Herman Travis.

- La gran colección de Arte Contemporáneo está representada por importantes giros artísticos desde 1945 en el Museo de Arte de Dallas,[12] desde expresionismo abstracto hasta arte pop y op, también desde minimalista y conceptualismo hasta instalaciones, ensambladuras, y videos. Entre los artistas contemporáneos con reputación bien establecida, podemos mencionar a Jackson Pollock, Mark Rothko, Franz Kline, Jasper Johns, Robert Rauschenberg, Bruce Nauman y Robert Smithson. Entre los fotógrafos representados en la colección están Cindy Sherman, Nic Nicosia, Thomas Struth y Lynn Davis. Cuando el actual museo abrió en los años 1980 varios artistas fueron delegados a crear obras específicas para la localidad del Museo de Arte de Dallas: Ellsworth Kelly, Sol Lewitt, Richard Fleishner, y Claes Oldenburg con Coosje van Bruggen. En años recientes, el museo ha mostrado un gran interés en coleccionar obras de artistas contemporáneos alemanes, como Gerhard Richter, Sigmar Polke y Anselm Kiefer.

## Eventos para la comunidad

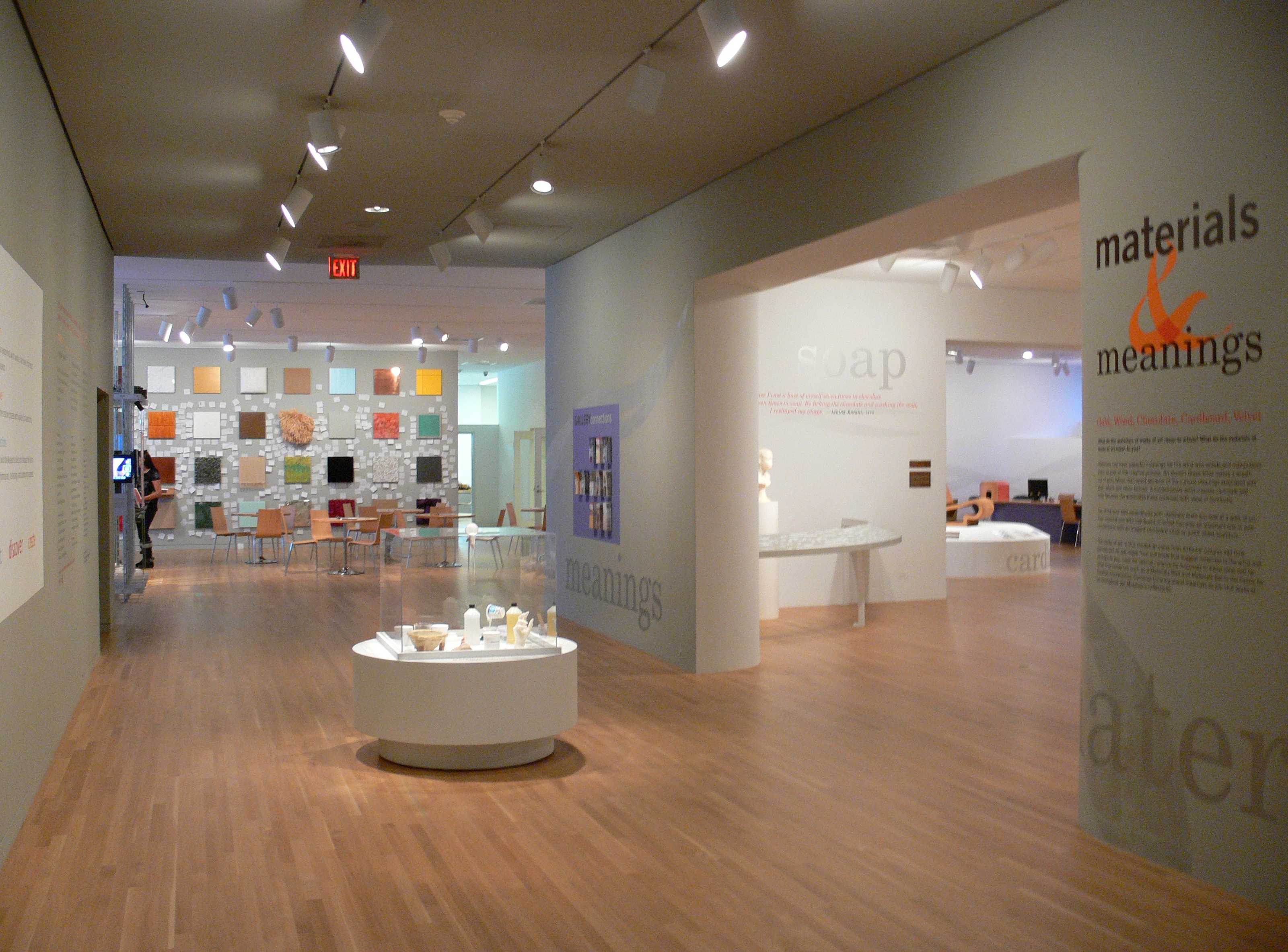
El centro para conexiones creativas.

En 2008 el Museo de Arte de Dallas inauguró el Centro para Conexiones Creativas (también conocido como C3), un centro de 1,100 metros cuadrados, para experiencias de aprendizaje interactivo. El centro presenta exhibiciones en las cuales las colecciones, artistas, y socios de la comunidad participan. Los espacios incluyen al Estudio de Arte, al Laboratorio Tecnológico, al Teatro y al Nido de Arturo.
El Museo de Arte de Dallas también patrocina varios programas que brindan ayuda a la comunidad durante el año, incluyendo:
- Tarde en la noche: una vez al mes el museo se mantiene abierto hasta la media noche con funciones, conciertos, lecturas, proyecciones de películas, excursiones y programas familiares.
- Artes y cartas en vivo: serie de lecturas presentado por aclamados autores, actores, ilustradores y músicos.
- Jazz bajo las estrellas: concierto de jazz gratis en el los jardines del museo
- Noche del jueves en vivo: todos los jueves por las noches hay conciertos de jazz, cenas y tragos en el café y reuniones con artistas en el Centro de Conexiones Creativas.

## Galería de la colección

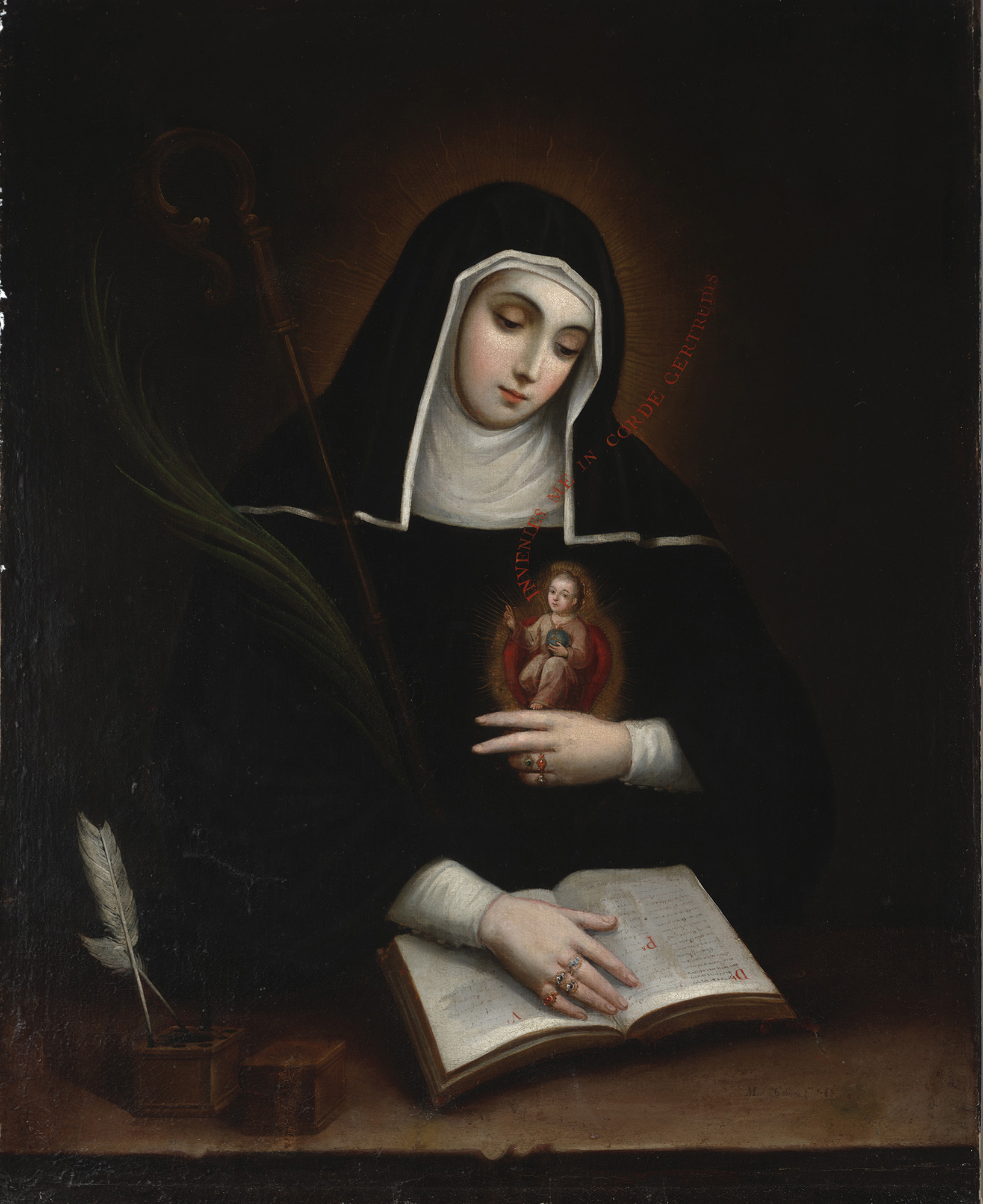
Santa Gertrudis Miguel Cabrera (1763).
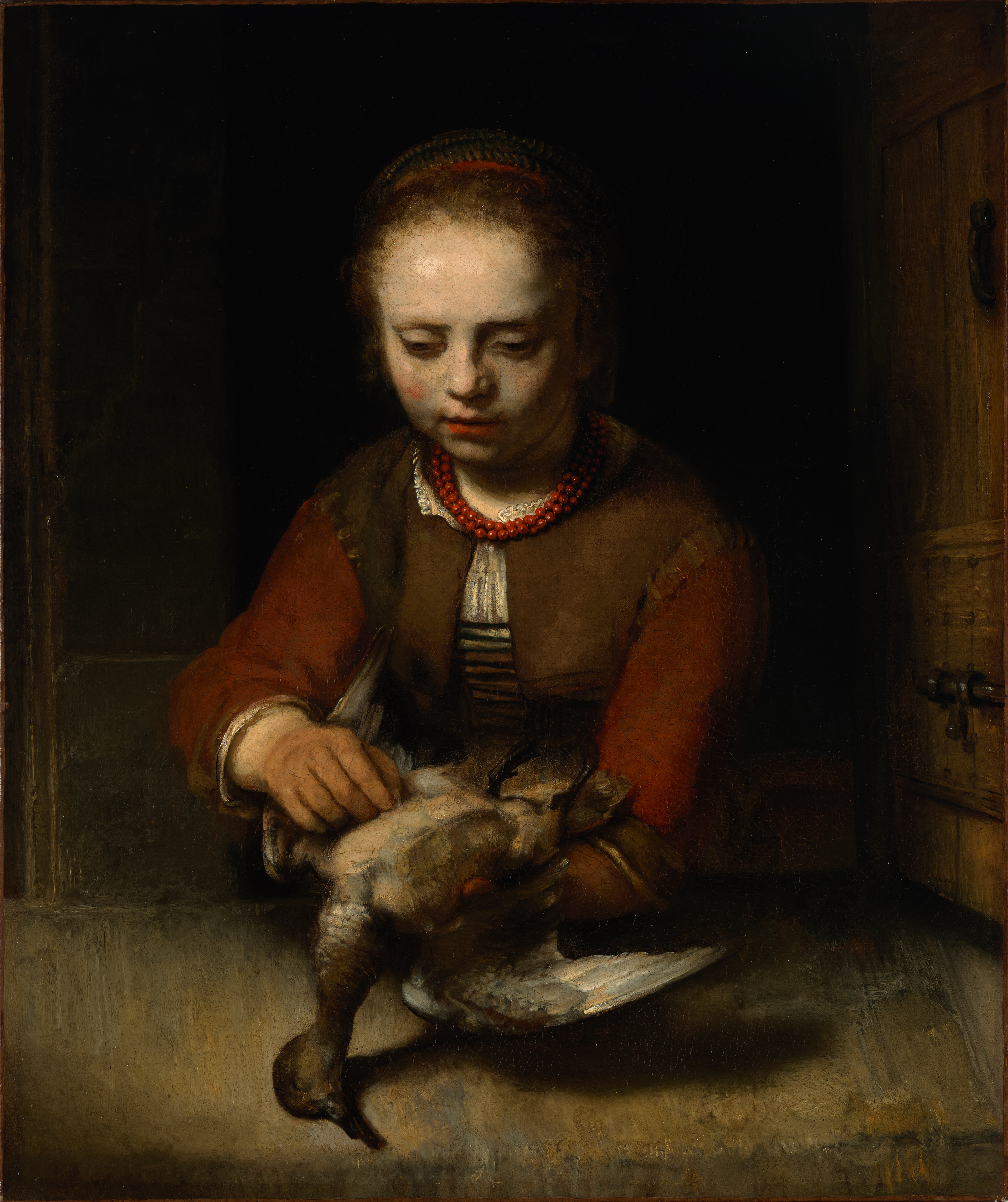
Niña desplumando un ave, Barent Fabritius.
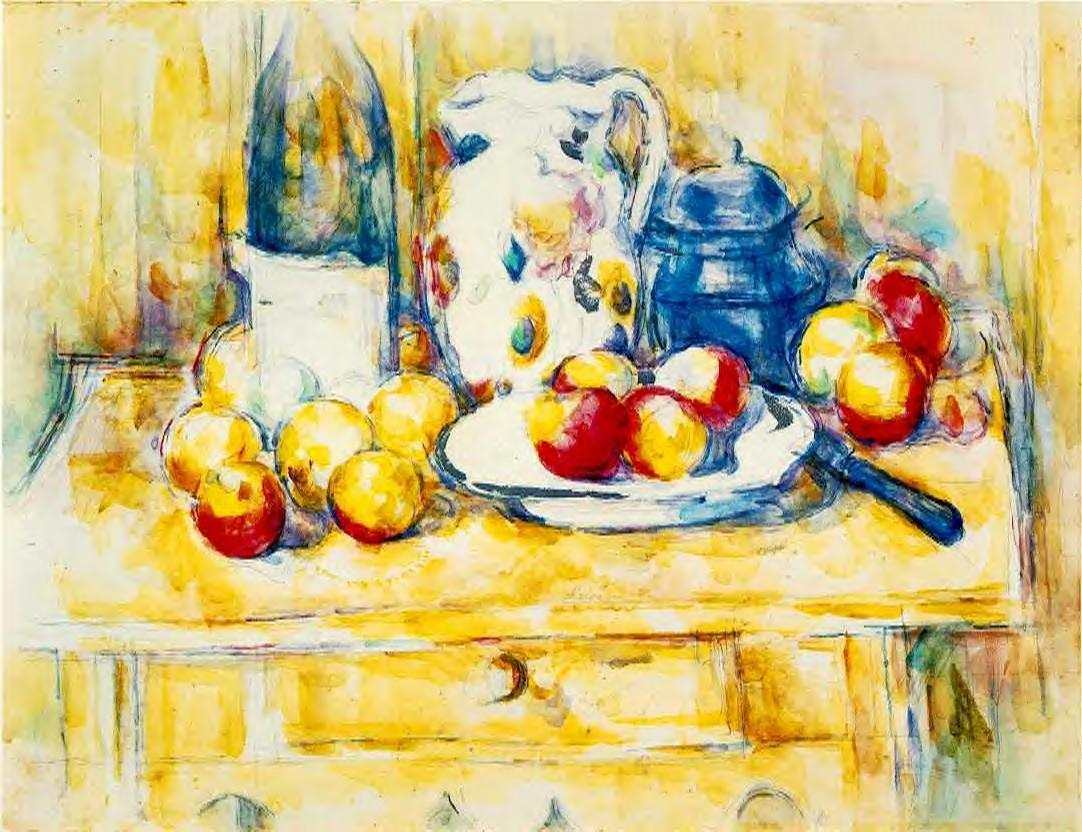
Naturaleza muerta con manzanas, una botella y una jarra de leche, Paul Cézanne.
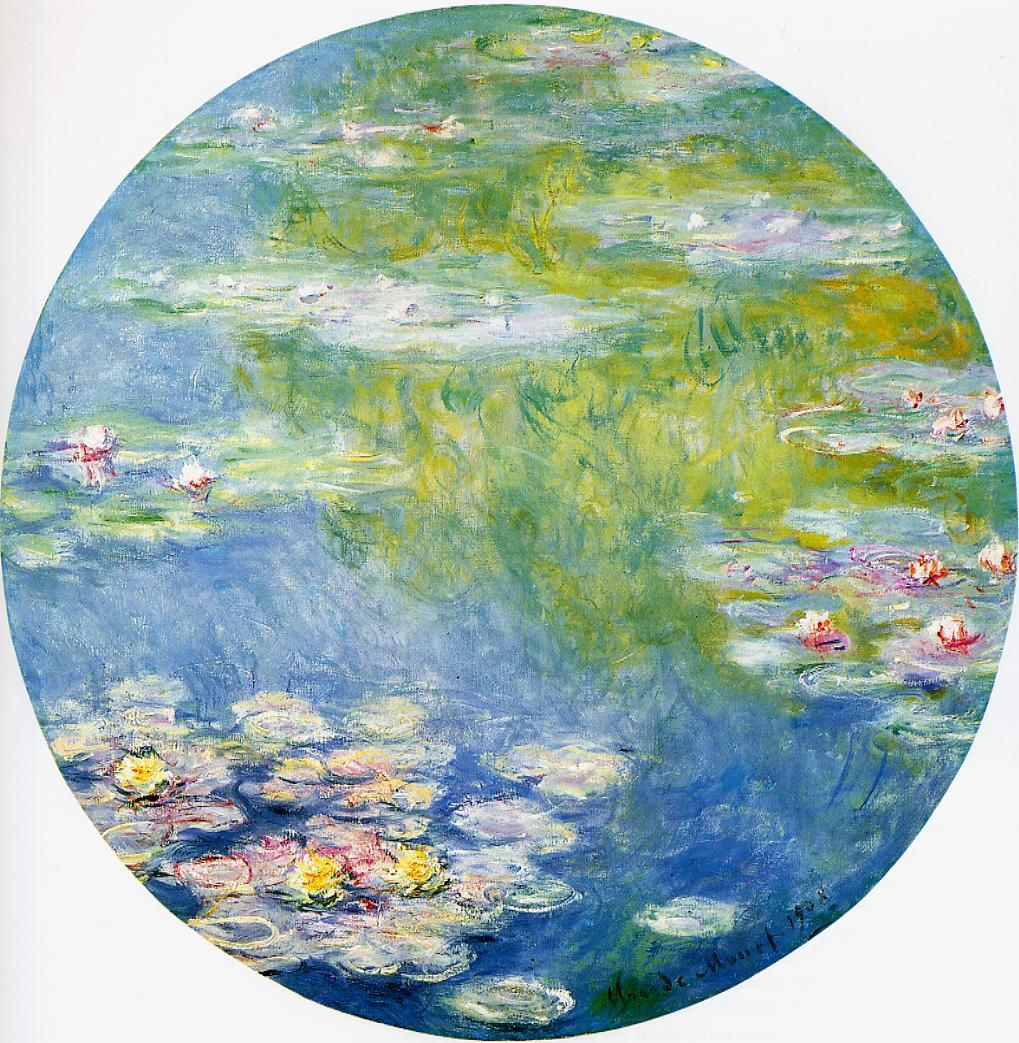
Claude Monet, Nymphéas, 1908, Dallas Museum of Art
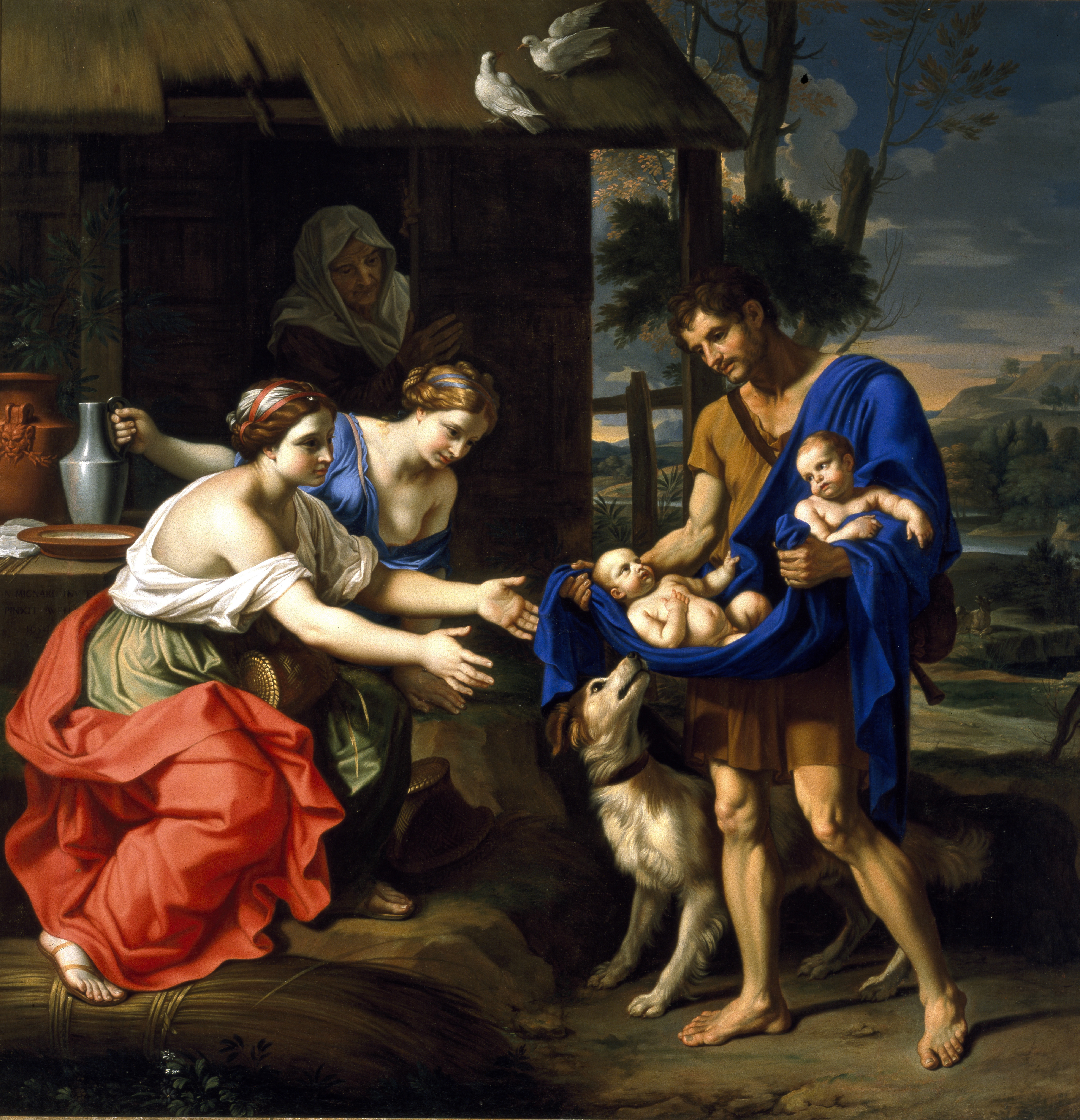
Nicolas Mignard, El pastor Faustulus trae a Rómulo y Remo a su mujer, 1854
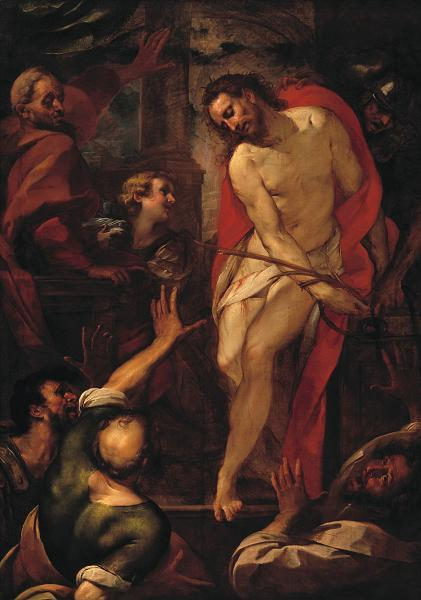
Giulio Cesare Procaccini, Ecce Homo, 1615-1620
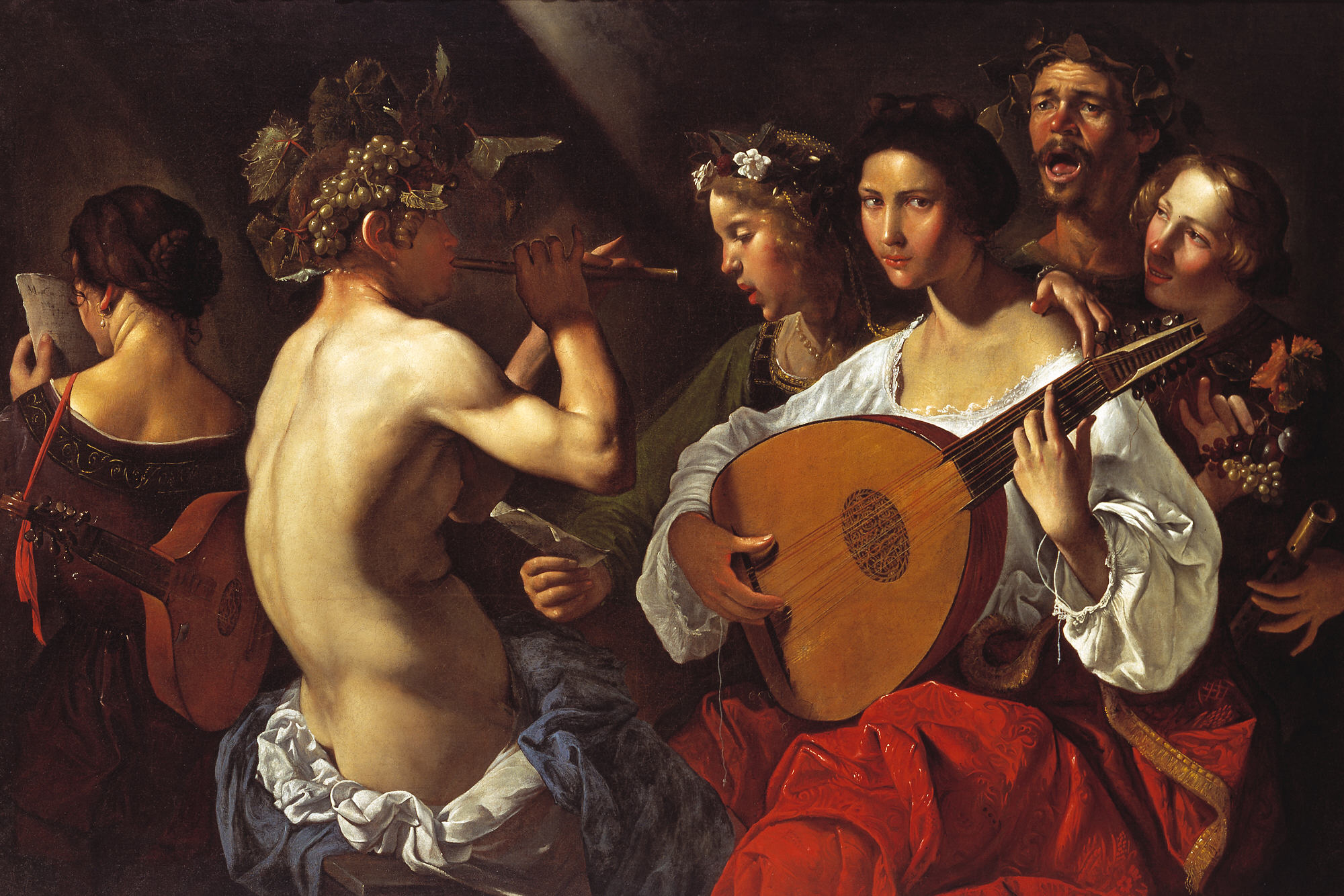
Pietro Paolini, Concierto báquico, 1625
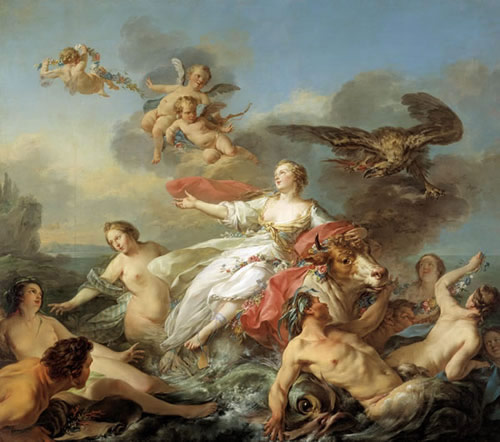
Jean-Baptiste Marie Pierre, El rapto de Europa, 1750
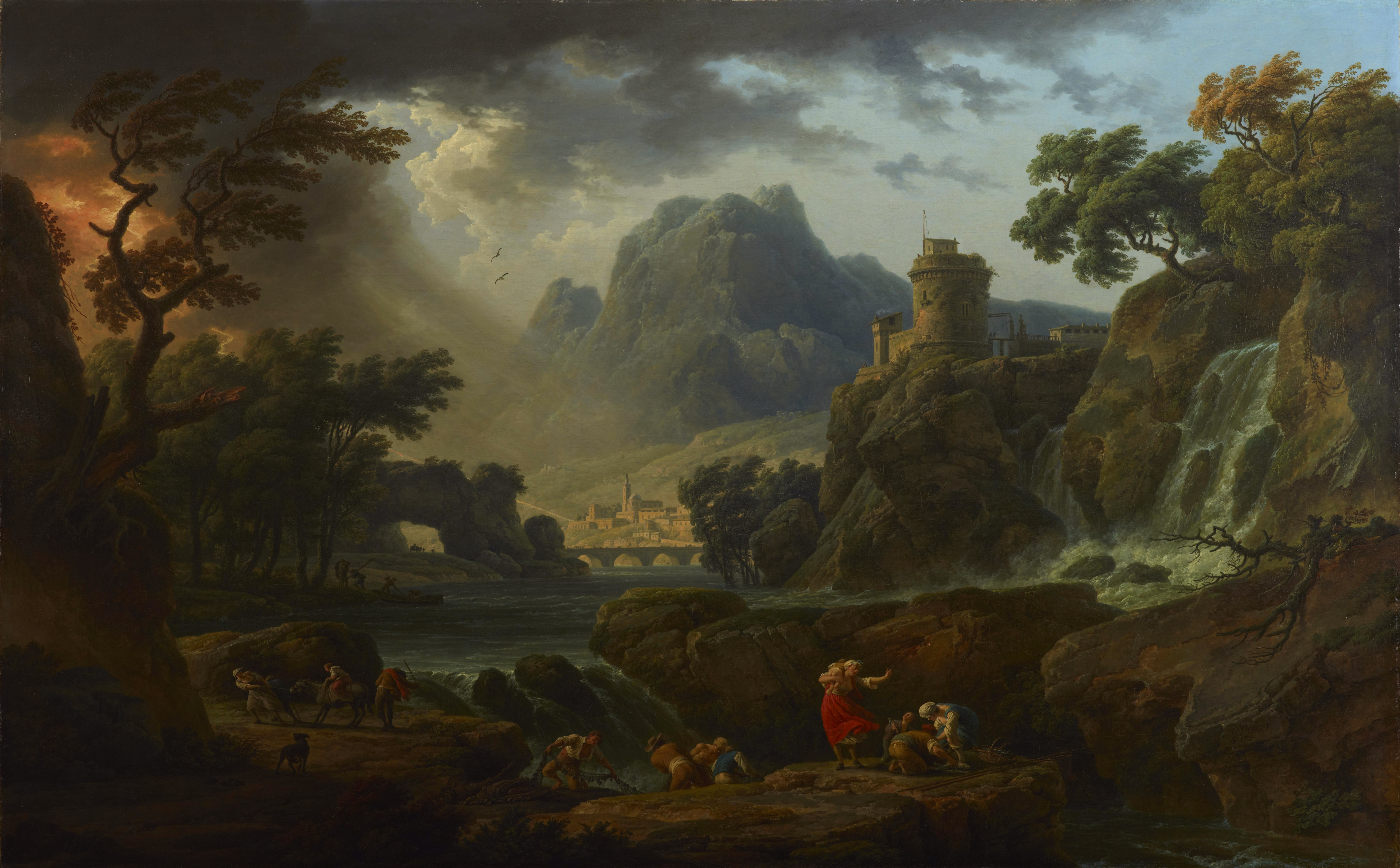
Claude-Joseph Vernet, Paisaje montañoso con tormenta cercana, 1775
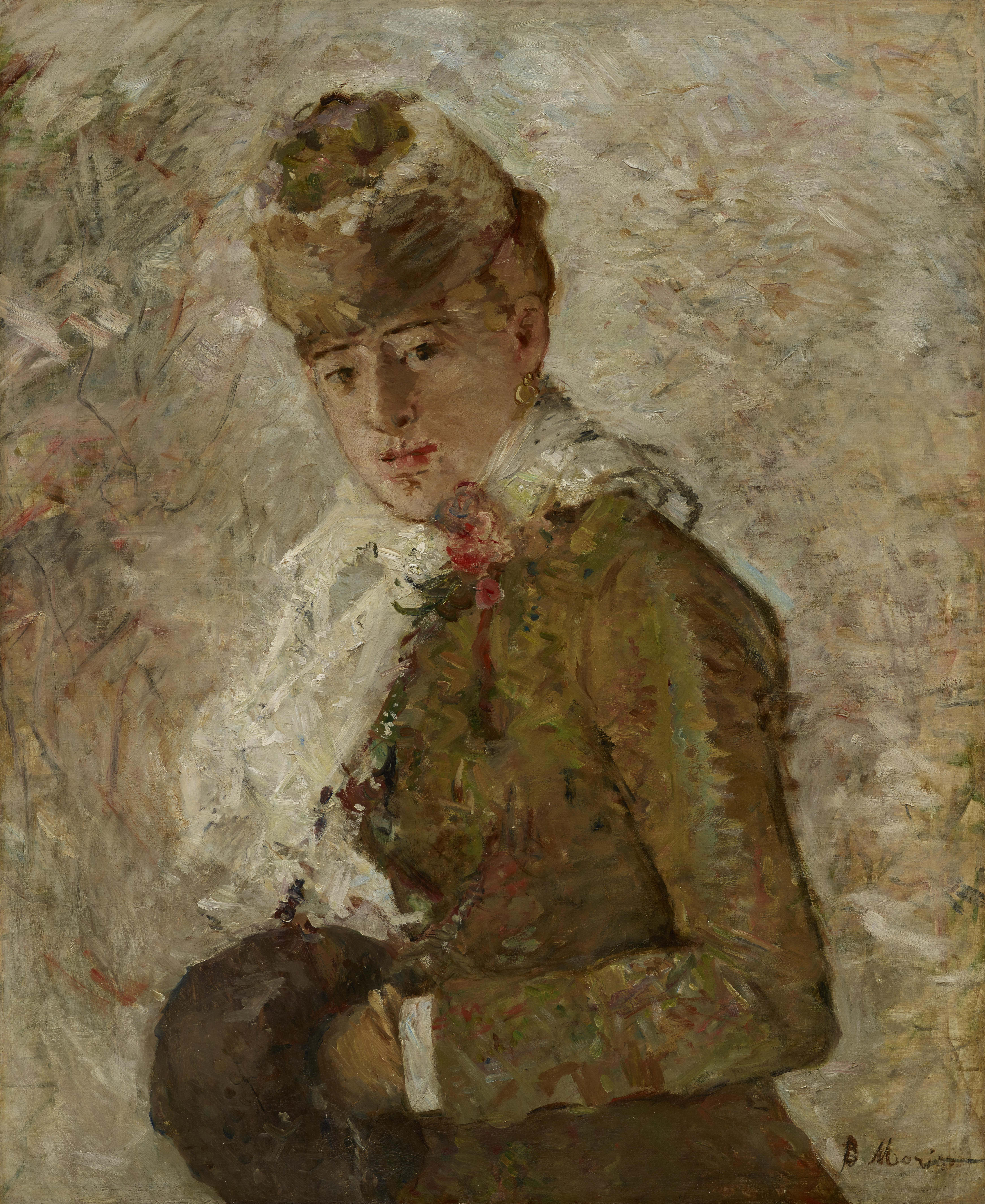
Berthe Morisot, Invierno (Retrato de dama)
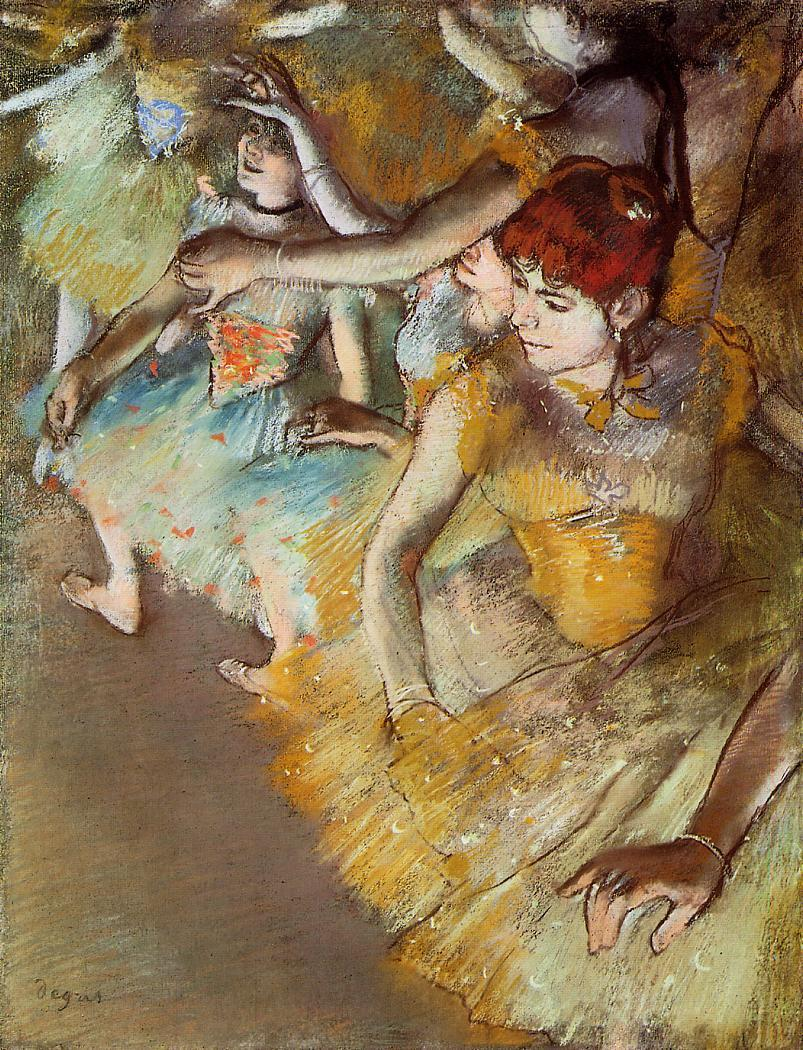
Edgar Degas, Danseuses de ballet sur scène, 1883
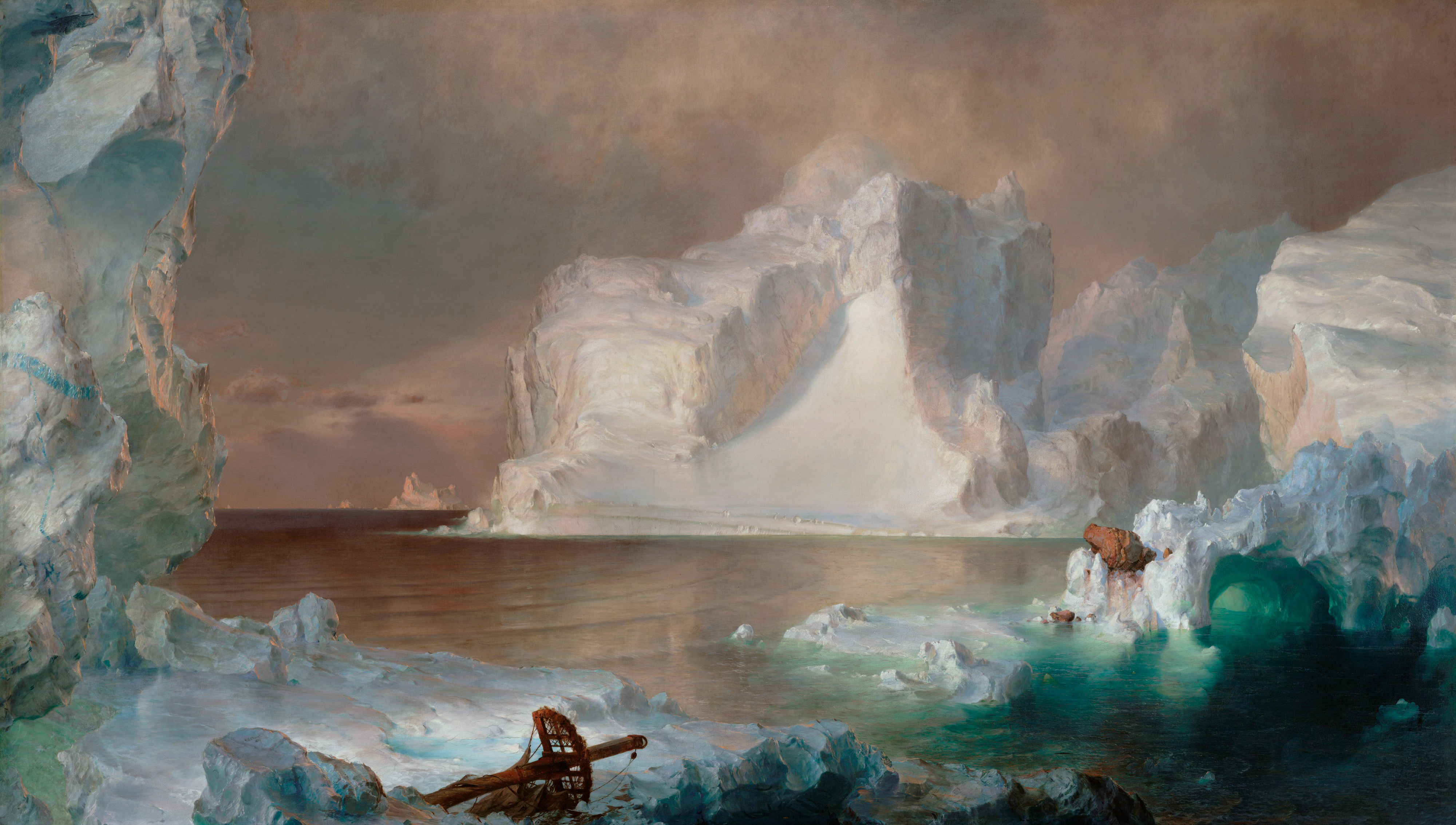
Frederic Edwin Church, The Icebergs, 1861
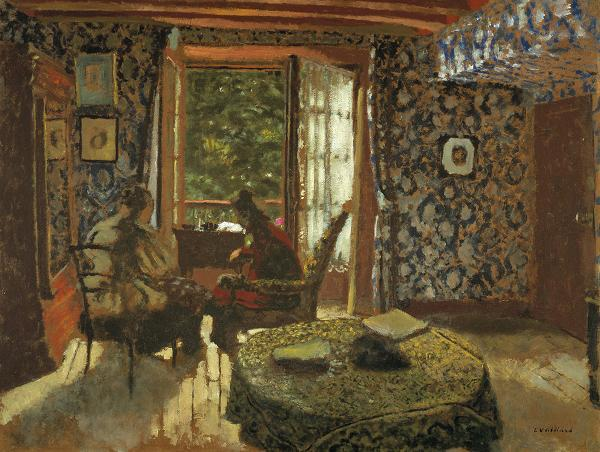
Edouard Vuillard, Intérieur, 1902
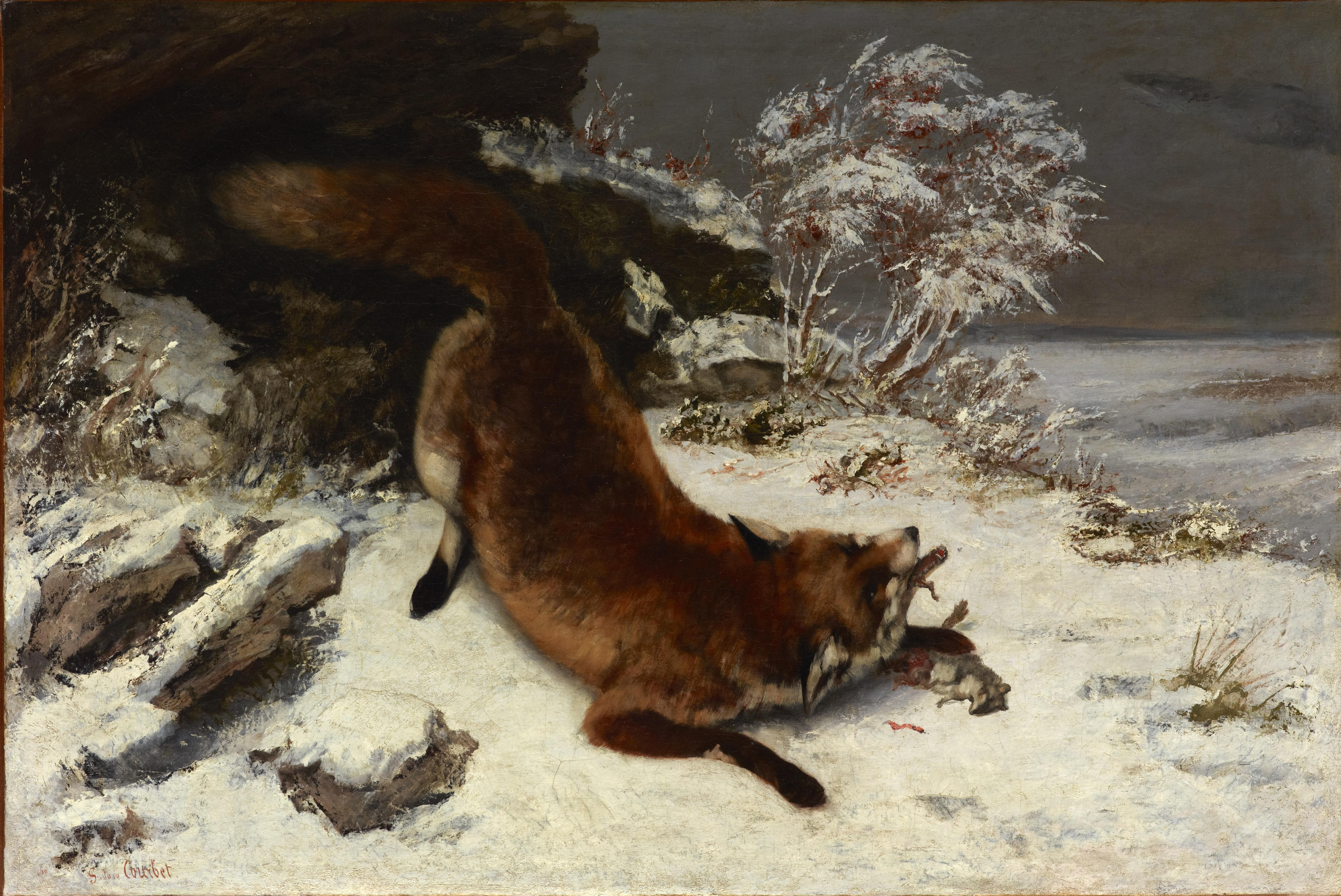
Gustave Courbet, Zorro en la nieve, 1860
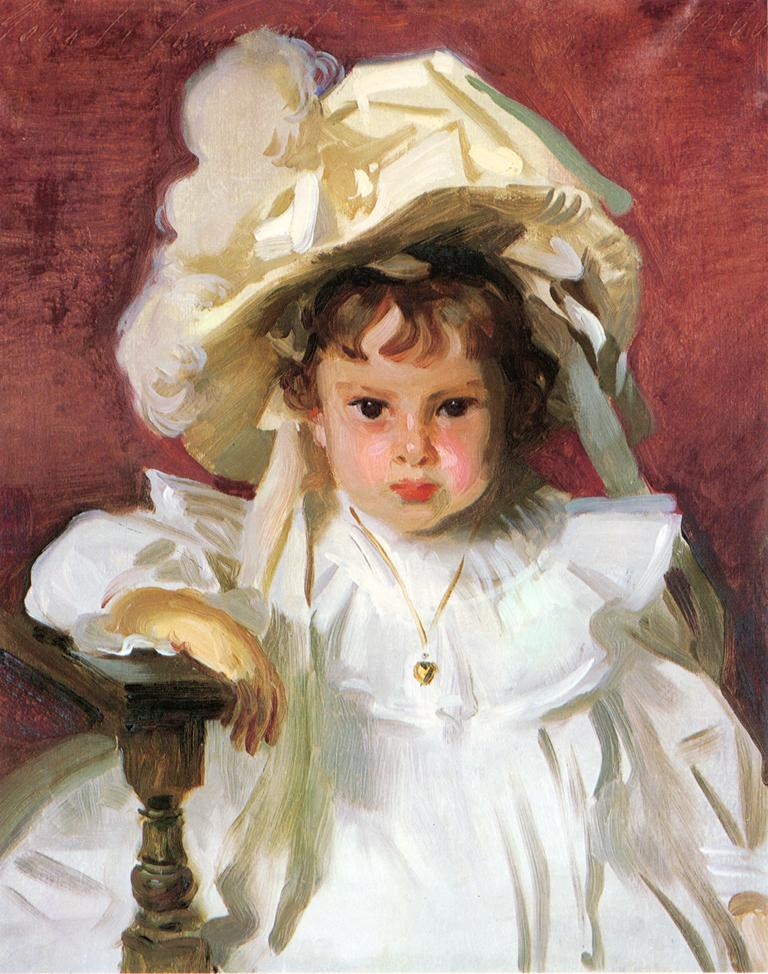
John Singer Sargent, Dorothy, 1900
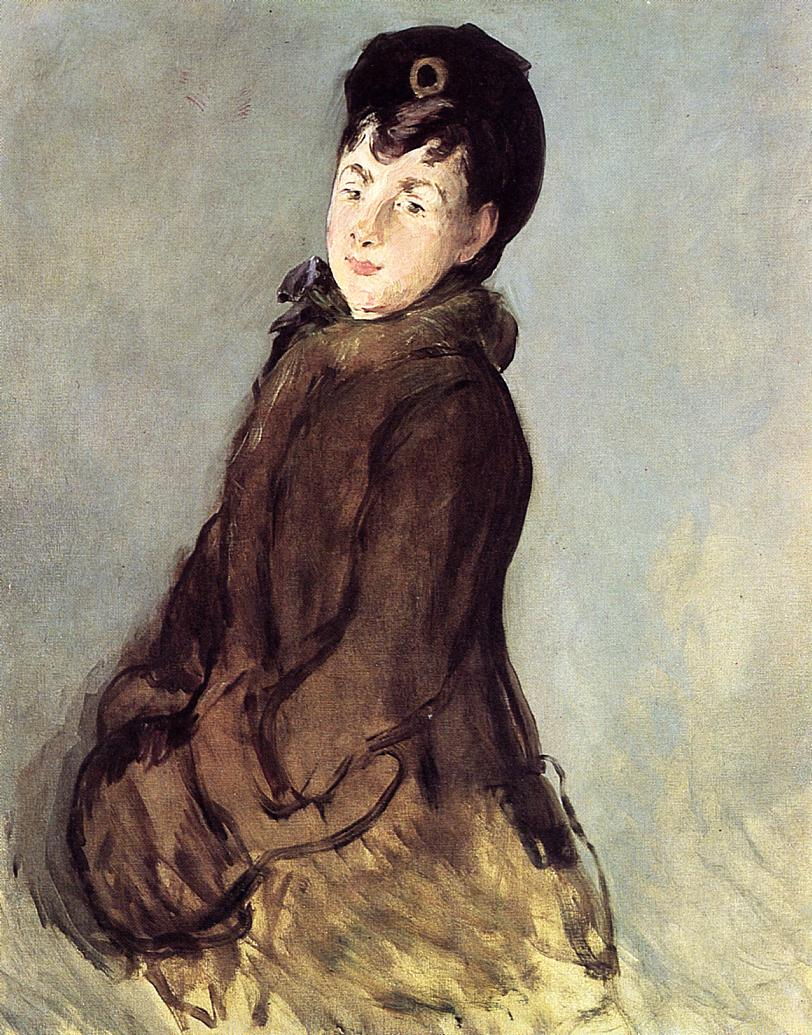
Édouard Manet, Isabelle Lemonnier, 1879
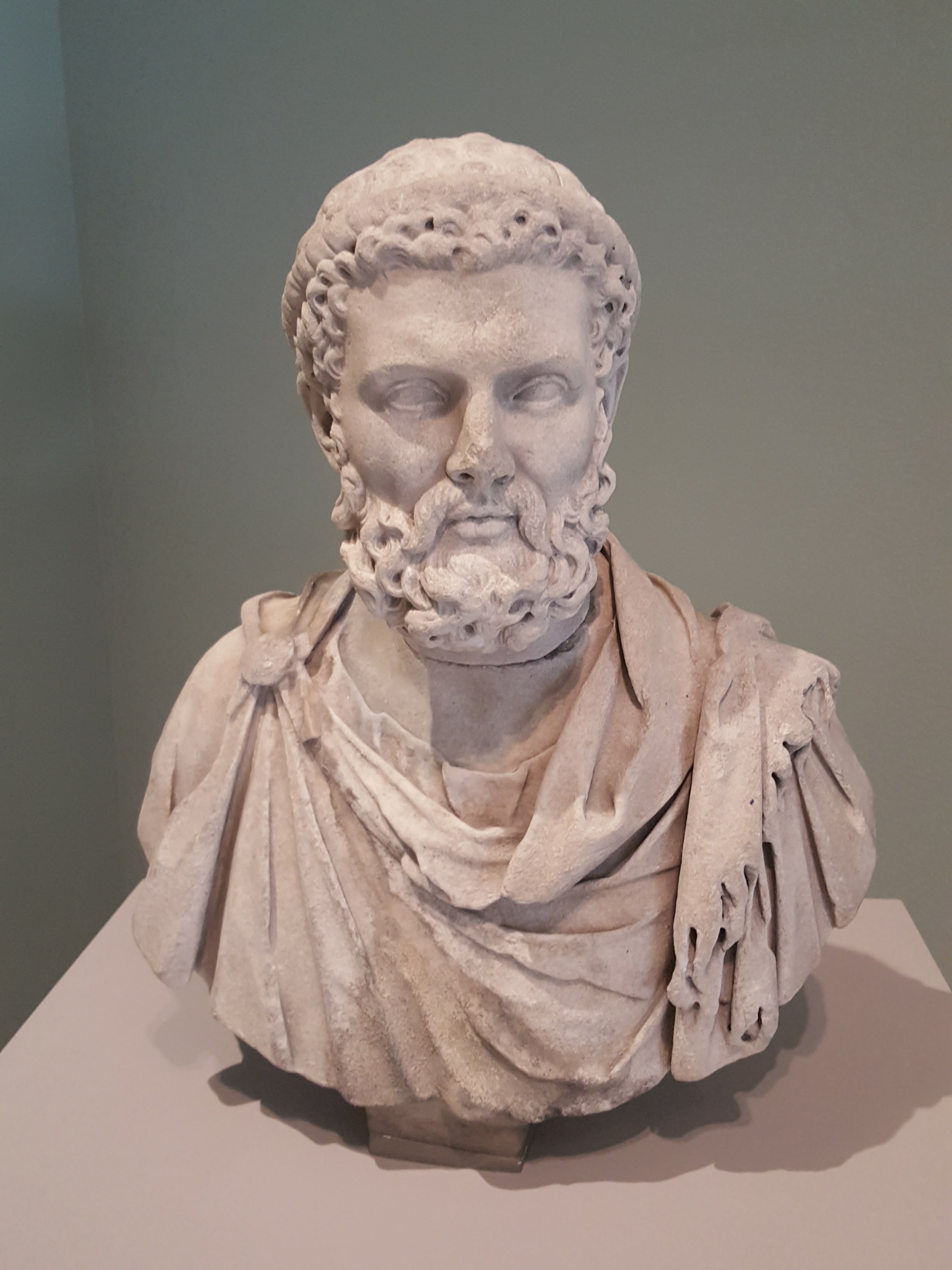
Head of Heracles, Italy, 1st Century AD, Marble